# Kesamben (Plumpang)
Kesamben is een bestuurslaag in het regentschap Tuban van de provincie Oost-Java, Indonesië. Kesamben telt 4664 inwoners (volkstelling 2010).